# Pediobius ropalidiae
Pediobius ropalidiae is een vliesvleugelig insect uit de familie Eulophidae. De wetenschappelijke naam is voor het eerst geldig gepubliceerd in 1958 door Risbec.